# Madama Butterfly
Madama Butterfly je opera u tri čina Giacoma Puccinija.

## Nastanak djela
Skladatelj je nakon dramske predstave jednočinke Madama Butterfly američkoga pisca Davida Belasca bio tako potresen i pod dojmom, da je odmah odlučio uglazbiti tragičnu pripovijest o nesretnoj ljubavi mlade Japanke. 
Nakon što je dobio Belascovu suglasnost, odlučio je stvoriti operu jednočinku s prologom. Godinu dana kasnije je od svojih libretista Luigija Illice i Giussepea Giacose naručio operni libreto, kojega je poslije odlučio uglazbiti u tri čina.
Prvu izvedbu Madame Butterfly je Puccini povjerio milanskoj Scali gdje su u premijernoj izvedbi nastupili najbolji pjevači. Stoga je Puccini bio uvjeren da će opera doživjeti golemi uspjeh. Dogodilo se upravo suprotno. Na premijeri 17. veljače 1904. je opera izviždana, a kritika joj je predbacila neoriginalnost i plagijatorstvo. Iako je premijerna izvedba imala određene manjkavosti, debaklu su uglavnom kumovale spletke i zavist njegovih rivala. Puccini je ponovno uložio trud te ispravio nedostatke, pa je opera na koncu postavljena u tri čina. Nekoliko mjeseci poslije izvedba u Bresci je doživjela golem uspjeh. Godinu dana kasnije Madama Butterfly je izvedena i u londonskom Covent Gardenu. Uslijedile su izvedbe u Parizu (1906.) i Berlinu (1907.).

## Uloge
- Cio-Cio-San (Madam Butterfly) - sopran
- Suzuki, njena služavka - mezzosopran
- B. F. Pinkerton, poručnik američke mornarice - tenor
- Sharpless, američki konzul u Nagasakiju - bariton
- Goro, provodadžija - tenor
- princ Yamadori - tenor
- Bonzo, Cio-Cio-Sanin stric - bas
- Yakuside - bas
- Kate Pinkerton, nova supruga - mezzosopran
- Dolore ('Tuga'), Cio-Cio_Sanin sin - bez glasa
- Cio-Cio-Sanina majka, članovi obitelji, prijatelji, sluge

## Sadržaj
Radnja se događa u Nagasakiju.
Prvi čin
Poručnik Benjamin Pinkerton se po japanskom običaju zaruči s gejšom Cio-Cio-San (Madame Butterfly). Nevjestin stric Bonzo, budistički svećenik, proklinje Cio-Cio-San, jer je prešla na kršćanstvo.
Drugi čin
Prošle su tri godine. Butterfly sa svojim sinom i sluškinjom Suzuki vjerno čeka na mužev povratak. Posjećuje ih Sharpless. Pinkerton ga je pismom obavijestio da s njim dolazi i njegova američka supruga. Butterfly ne želi vjerovati, da ju je suprug napustio, i da se Pinkerton neće odreći njihovog sina. Pucanj označava dolazak bojnog broda.
Treći čin
Butterfly s velikom uznemirenošću iščekuje Pinkertonov dolazak. U predvorju čeka nova Pinkertonova žena, koja želi muževog sina povesti sa sobom. Pinkerton nema snage i hrabrosti susresti Butterfly, zato se radije skloni. Ulazi uznemirena Cio-Cio-San. Kad ugleda nepoznatu ženu bez Pinkertona, shvaća istinu. Odluči sina prepustiti ocu i njegovoj novoj ženi. Oprosti se od sina, potom joj sluškinja Suzuki pomaže pri obredu samoubojstva. Očevim mačem počini harakiri. U kuću upada Pinkerton i ugleda mrtvu Butterfly.

## Vanjske poveznice
- [neaktivna poveznica] (engl.)
- Libreto opere »Madama Butterfly« (engl.) (tal.)
- John Luther Long: »Madame Butterfly« (knjiga)  Arhivirana inačica izvorne stranice od 7. veljače 2013. (Wayback Machine) (engl.)
- Klavirski izvadak opere »Madama Butterfly«